# Rhauculus lojanus
Rhauculus lojanus is een hooiwagen uit de familie Cosmetidae. De originele naamcombinatie (protoniem) was Erginus lojanus Roewer, 1912, later Metarhaucus lojanus (Roewer, 1912) in Roewer, 1923. Een volgende naamrecombinatie werd gepubliceerd als Rhauculus lojanus (Roewer, 1912) in Medrano, García, & Kury, 2022.